# بال‌توریان قهوه‌ای
بال‌توریان قهوه‌ای (نام علمی: Hemerobiidae) نام یک تیره از راسته بال‌توری‌سانان است.